# Chemins de fer Orientaux
Chemins de fer Orientaux (CO; pol. Koleje Orientalne, tur. Rumeli Demiryolu) – tureckie przedsiębiorstwo kolejowe działające w europejskiej części Imperium Osmańskiego i Turcji od 1870 do 1937 roku. Spółka powstała jako jedna z pięciu pierwszych spółek kolejowych działających na terenie dzisiejszej Turcji w celu budowy połączenia kolejowego Wiednia ze Stambułem, z odnogami m.in. do Salonik i Warny. Jej założycielem i fundatorem był baron Maurycy von Hirsch.
Z powodu zawirowań politycznych na Bałkanach budowa linii trwała 18 lat, a po pierwszej wojnie bałkańskiej spora część trakcji wybudowanej przez Chemins de fer Orientaux znalazła się poza granicami Turcji i została przejęta przez nowo utworzone spółki kolejowe państw bałkańskich. CO zarządzała pozostałą częścią linii na terenie Tracji Wschodniej do 1937, kiedy linię znacjonalizowano i przekazano Tureckim Kolejom Państwowym.
Od 1889 drogi żelazne należące do spółki wykorzystywał słynny Orient Express.

## Historia

### Początki
31 maja 1868 sułtan Abdülaziz przyznał koncesję na budowę linii kolejowej do Wiednia belgijskiej firmie Van der Elst. Przedsiębiorstwo weszło w spółkę z kompanią Langrand-Dumonceau, jednak wkrótce koncern zbankrutował, André Langrand-Dumonceau przejął koncesję i rozpoczął prace konstrukcyjne samodzielnie, ale w kilka miesięcy później i on został zmuszony do przerwania prac z powodu kłopotów finansowych. W tej sytuacji 12 kwietnia 1869 Najwyższa Porta wycofała się z projektu, a koncesję na 99 lat przekazała niemieckiemu finansiście baronowi Maurycemu de Hirsch.

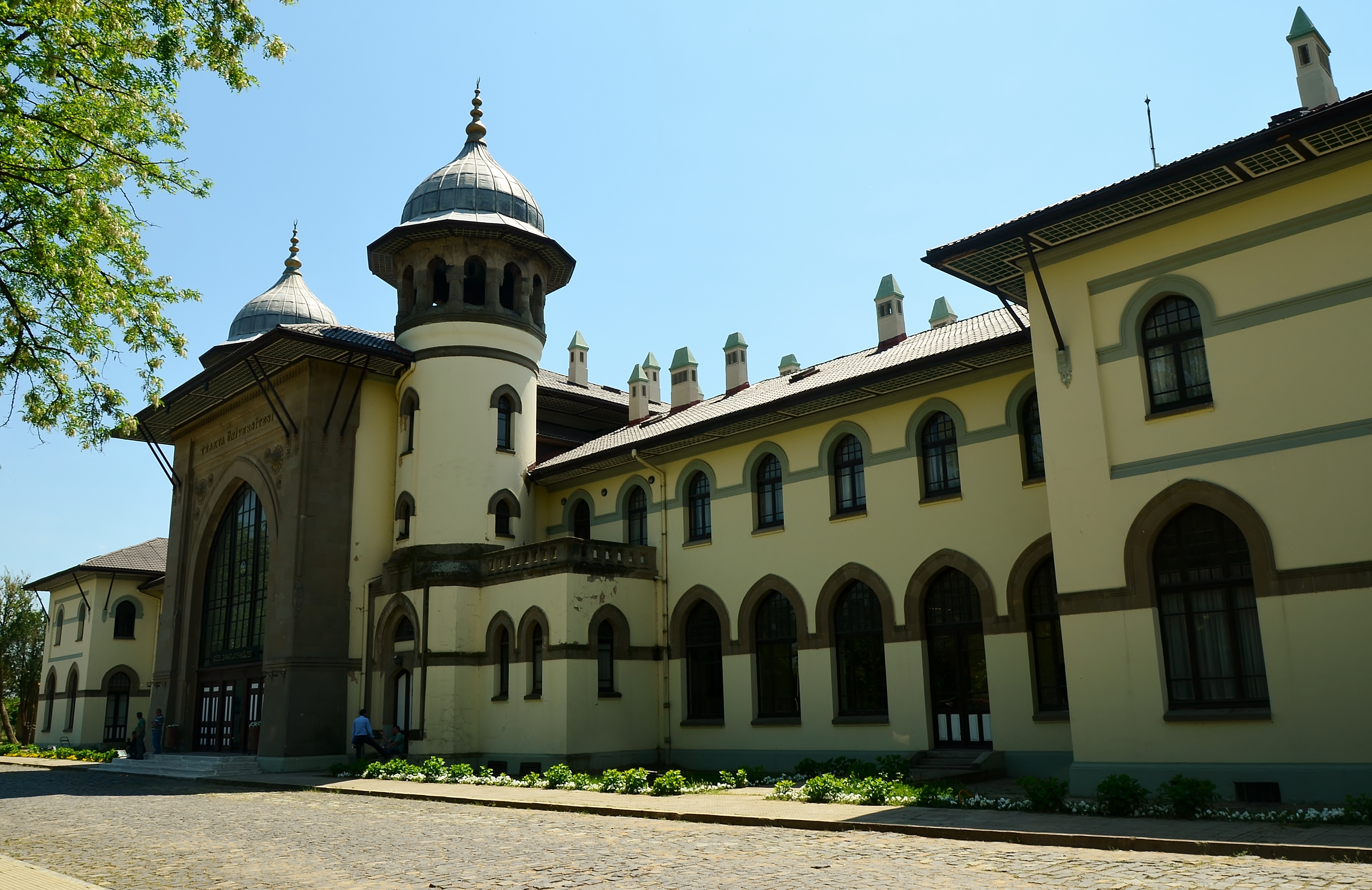
Dawny dworzec Karaağaç w Adrianopolu jest uważany za jedną z pereł architektury osmańskiej

Najkrótsza droga łącząca obie stolice wiodła przez Belgrad. Jednak jako że Serbia od 1829 była na wpół niepodległym państwem, władze tureckie zdecydowały o przesunięciu linii w taki sposób, by omijała terytorium serbskie. Z kolei władze Austro-Węgier liczyły na to, że nowa linia kolejowa pomoże im w zwiększeniu kontroli nad Bośnią. Ostatecznie nowa koncesja objęła wybudowanie głównej linii z Konstantynopola przez Adrianopol (Edirne), Filippopolis (Płowdiw), Sofię, Nisz, Prisztinę i Sisak do granicy Austro-Węgier w miasteczku Dobrljin, gdzie łączyłaby się z Austriacką Koleją Południową (niem. Österreichische Südbahn). Koncesja zakładała również budowę czterech regionalnych odnóg linii: z Adrianopola do Dedeagas nad Morzem Egejskim, z Filippopolis do Burgas nad Morzem Czarnym, z Niszu do granicy z Serbią oraz z Prisztiny do Salonik. W sumie główna linia kolejowa wraz z odnogami miała mieć długość około 2500 kilometrów. Koszty budowy linii miał pokryć baron Hirsch, a w zamian za każdy kilometr miał otrzymywać 14 tysięcy franków rocznie od rządu Turcji i 8 tysięcy od przewoźnika kolejowego.
5 stycznia 1870 baron Hirsch założył w Paryżu kompanię pod nazwą Imperialne Towarzystwo Dróg Żelaznych z Turcji do Europy (fr. Société Impériale des Chemins de Fer de la Turquie d’Europe), której celem miało być wybudowanie linii kolejowej. Kapitał zakładowy spółki wyniósł 50 milionów franków. Początkowo prowadzeniem i utrzymaniem linii kolejowych wybudowanych przez firmę Hirscha miała się zająć Austriacka Kolej Południowa, sam baron nie chciał poświęcać swojego czasu na zajmowanie się koleją, a jego brukselscy wspólnicy zakomunikowali mu wprost, że prowadzenie kolei „uczyni z niego żebraka lub multimilionera, tylko nie da się przewidzieć którego z nich”. Jednak ostatecznie negocjacje z Austro-Węgierskim przewoźnikiem kolejowym załamały się i Hirsch ostatecznie musiał zaangażować się w nowe przedsięwzięcie: w styczniu 1870 powołał własną spółkę kolejową pod nazwą Towarzystwa dla Eksploatacji Kolei Orientalnych (Société Générale pour l’Exploitation des Chemins de Fer Orientaux). Kierownictwo nowej firmy przejął Paulin Talabot a szefem zespołu inżynierów projektujących linię został Wilhelm von Pressel. Finansowanie obu spółkom zapewniało konsorcjum złożone z banków Société Générale de Paris, anglo-austriackiego Bank of Vienna i należącego do Hirscha brukselskiego Banque Bischofsheim.

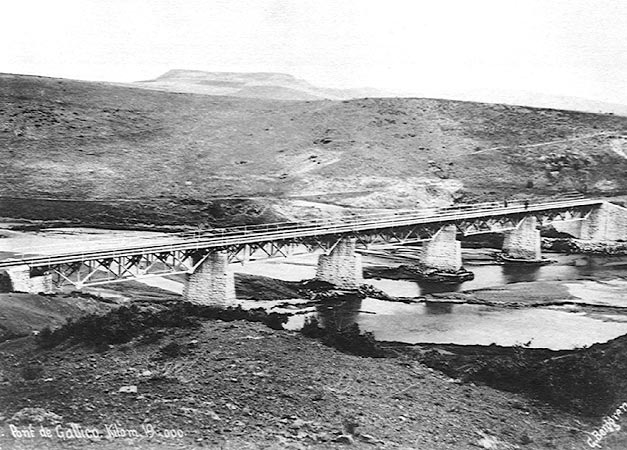
Most na rzece Gallikos w dzisiejszej Macedonii

Prace konstrukcyjne ruszyły już w styczniu 1870, jednocześnie we wszystkich punktach końcowych przyszłej sieci kolejowej. Już w dwa lata później blisko 500 kilometrów nowej trasy było gotowych do użytku.

### Rozpoczęcie budowy linii
Już w kilka miesięcy po rozpoczęciu prac budowlanych nowy rząd Wielkiego Wezyra Mahmuda Nedima Paszy został zmuszony do renegocjacji warunków koncesji ze względu na tarapaty finansowe. 18 maja 1872 podpisano nową umowę, zgodnie z którą połączenie z Wiedniem z pominięciem Serbii nie było już najważniejszym priorytetem. Najwyższa Porta przejęła także od Hirscha nadzór nad budową już zaczętych odcinków. Do 1874 ukończono przeszło 1300 kikometrów trzech głównych odnóg linii kolejowej. Choć na tym etapie stanowiły one niepołączone odcinki, na wszystkich spółka rozpoczęła regularne przewozy pasażerskie i towarowe. Najdłuższa z linii wiodła z miasta Belovo w Bułgarii, przez Płowdiw do Edirne, z odnogami do Jambołu i Aleksandropolis. Pozostałe dwa odcinki wiodły z Salonik do Kosowskiej Mitrowicy i z Dobrljina na dzisiejszej granicy bośniacko-chorwackiej do Banja Luki. Ostatni z odcinków przez długi czas przynosił straty ze względu na brak połączenia z kolejami austro-węgierskimi i został wyłączony z ruchu na kilkanaście lat w 1876.
W 1875 w Turcji rozpoczął się kryzys finansowy, kraj dotknęła także klęska głodu. W ich efekcie w maju 1876 w Bułgarii wybuchło powstanie kwietniowe, a w rok później – kolejna wojna rosyjsko-turecka. W konsekwencji prace na nieukończonych odcinkach zostały wstrzymane, a wielu robotników zostało powołanych do wojska. W wyniku działań wojennych połączone siły rosyjsko-bułgarsko-rumuńskie zajęły sporą część linii aż do okolic Edirne, w tym główną stację techniczną w Filibe. Ostatecznie kongres berliński zatwierdził niepodległość Królestwa Rumunii, Królestwa Serbii i Królestwa Czarnogóry, zaś Bośnię i Hercegowinę przekazano pod zarząd Austro-Węgier a Księstwo Bułgarii pod kuratelę Rosji Kongres zajął się także powstającymi Kolejami Orientalnymi i przekazał zarząd nad nimi specjalnej komisji złożonej z przedstawicieli Austro-Węgier, Serbii, Bułgarii i Turcji.

### Zmiana przebiegu tras

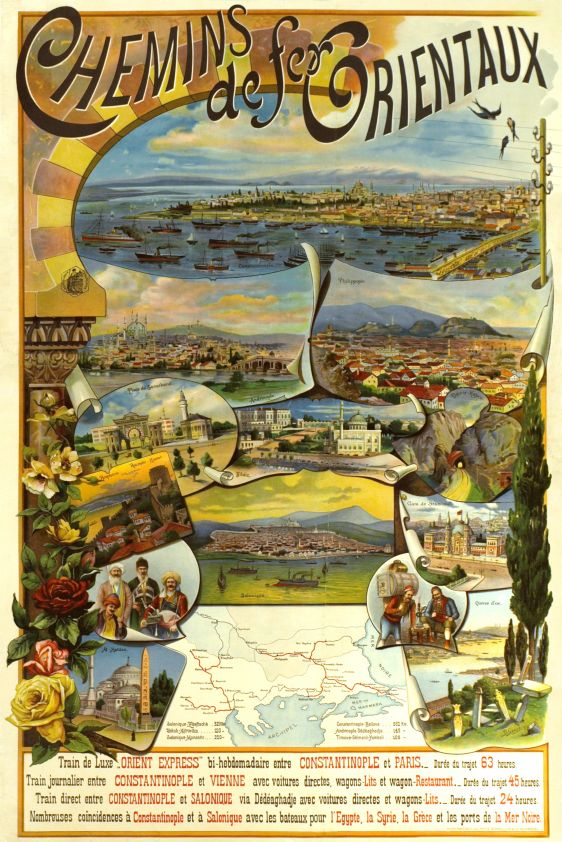
Afisz reklamowy z 1898 roku zachwalający podróż Orient Expressem i atrakcje turystyczne wzdłuż trasy Kolei Orientalnych

Baron Hirsch przeniósł siedzibę firmy do Wiednia. W grudniu 1882 międzynarodowa komisja zadecydowała o wznowieniu prac, jednak w kolejnym roku podjęła decyzję o zmianie przebiegu trasy. Zamiast linii prowadzącej ze Stambułu przez Bośnię, kolejne odcinki miały wieść wprost do granicy z Serbią, a następnie przez Belgrad łączyć się z siecią Państwowej Kompanii Kolejowej (niem. Staats-Eisenbahn-Gesellschaft; StEG). Odcinek wschodni miał odtąd prowadzić z Bełowa w środkowej Bułgarii, przez Sofię do Niszu, z dodatkową odnogą łączącą Nisz przez Vranje ze Skopje i drugim z już istniejących odcinków oryginalnej linii Chemins de fer Orientaux. Jego bułgarski odcinek miał zostać przekazany do wyłącznego wykorzystania Bułgarskim Kolejom Państwowym, a spółka barona Hirscha miała pozostać operatorem infrastruktury. Odcinki serbskie miały zostać w wyłącznej gestii Serbskich Kolei Państwowych, które miały we własnym zakresie wybudować połączenie Niszu z granicą austro-węgierską na przedmieściach Belgradu. Prace w ich imieniu prowadziło konsorcjum pod nazwą Kompanii na rzecz Wybudowania i Eksploatacji Dróg Żelaznych Państwa Serbskiego (fr. Compagnie de Construction et d’Exploitation des Chemins de fer de l’Etat Serbe).
Połączenie to oddano do użytku 15 września 1884, w tym samym roku udało się uruchomić połączenie transgraniczne w Belgradzie. Koleje Orientalne kontynuowały prace nad odcinkiem na zachód od Belovo, jednak prace po raz kolejny zostały wstrzymane gdy Bułgaria zdecydowała się na okupację Rumelii Wschodniej w 1885. Firma po raz kolejny została zmuszona do podpisania nowego porozumienia, zgodnie z którym odcinek bułgarski przeszedł na własność Bułgarii, natomiast CO zachowało prawa do wykorzystania infrastruktury kolejowej do własnych przewozów. Tymczasem koleje serbskie 25 maja 1888 uruchomiły połączenie Niszu przez Leskovac do Vranje, dzięki czemu po 18 latach prac udało się połączyć Saloniki ze Stambułem. 8 sierpnia 1888 także koleje bułgarskie podłączyły do systemu nowo oddany do użytku odcinek Belovo-Sofia i przejście graniczne Dragoman . Dzięki temu cztery dni później, 12 sierpnia 1888, możliwe stało się oddanie całej linii, choć w zupełnie innym przebiegu niż pierwotnie planowano .

### Późniejsze dzieje
Oddanie do użytku linii kolejowej łączącej Wiedeń ze Stambułem odbiło się szerokim echem w świecie; szczególnie politycy niemieccy dostrzegli szansę jaką daje transport kolejowy i w krótkim czasie stworzyli projekt kolei łączącej Berlin z Bagdadem jako przedsięwzięcia o znaczeniu zarówno gospodarczym, jak i politycznym.
17 kwietnia 1890 baron Hirsch sprzedał swój pakiet kontrolny 188 tysięcy udziałów w spółce wraz z prawami koncesyjnymi Deutsche Bank. Ten przekazał je nowo utworzonemu Zuryskiemu Bankowi dla Kolei Orientalnych będącemu konsorcjum kilku niemieckich, austriackich i szwajcarskich banków.

## Źródła